# Achiri
Achiri är en ort i Bolivia.   Den ligger i departementet La Paz, i den västra delen av landet, 400 kilometer nordväst om huvudstaden Sucre. Achiri ligger 3 895 meter över havet och antalet invånare är 646.
Terrängen runt Achiri är platt åt nordost, men åt sydväst är den kuperad. Runt Achiri är det mycket glesbefolkat, med 4 invånare per kvadratkilometer.. Det finns inga andra samhällen i närheten. 
Omgivningarna runt Achiri är i huvudsak ett öppet busklandskap.